# Projet Cunningham
Le projet Cunningham est un projet, commencé en 1925, de donner la décomposition en produit de facteurs premiers des nombres de la forme {\displaystyle b^{n}\pm 1} pour {\displaystyle b=2,3,5,6,7,10,11,12} et de grands exposants n. Le projet porte le nom de Allan Joseph Champneys Cunningham qui a publié une première version de la table, avec le mathématicien britannique Herbert J. Woodall (en). Les nombres de cette forme sont les nombres de Cunningham.
Il y a trois versions imprimées de la table, la dernière imprimée en 2002, et une version en ligne.
Les valeurs extrêmes des exposantes sont :
| Base                   | 2    | 3    | 5    | 6    | 7   | 10  | 11  | 12  |
| ---------------------- | ---- | ---- | ---- | ---- | --- | --- | --- | --- |
| Limite                 | 1300 | 850  | 550  | 500  | 450 | 400 | 350 | 350 |
| Limite aurifeuillienne | 2600 | 1700 | 1100 | 1000 | 900 | 800 | 700 | 700 |